# Kursaal (Baden)

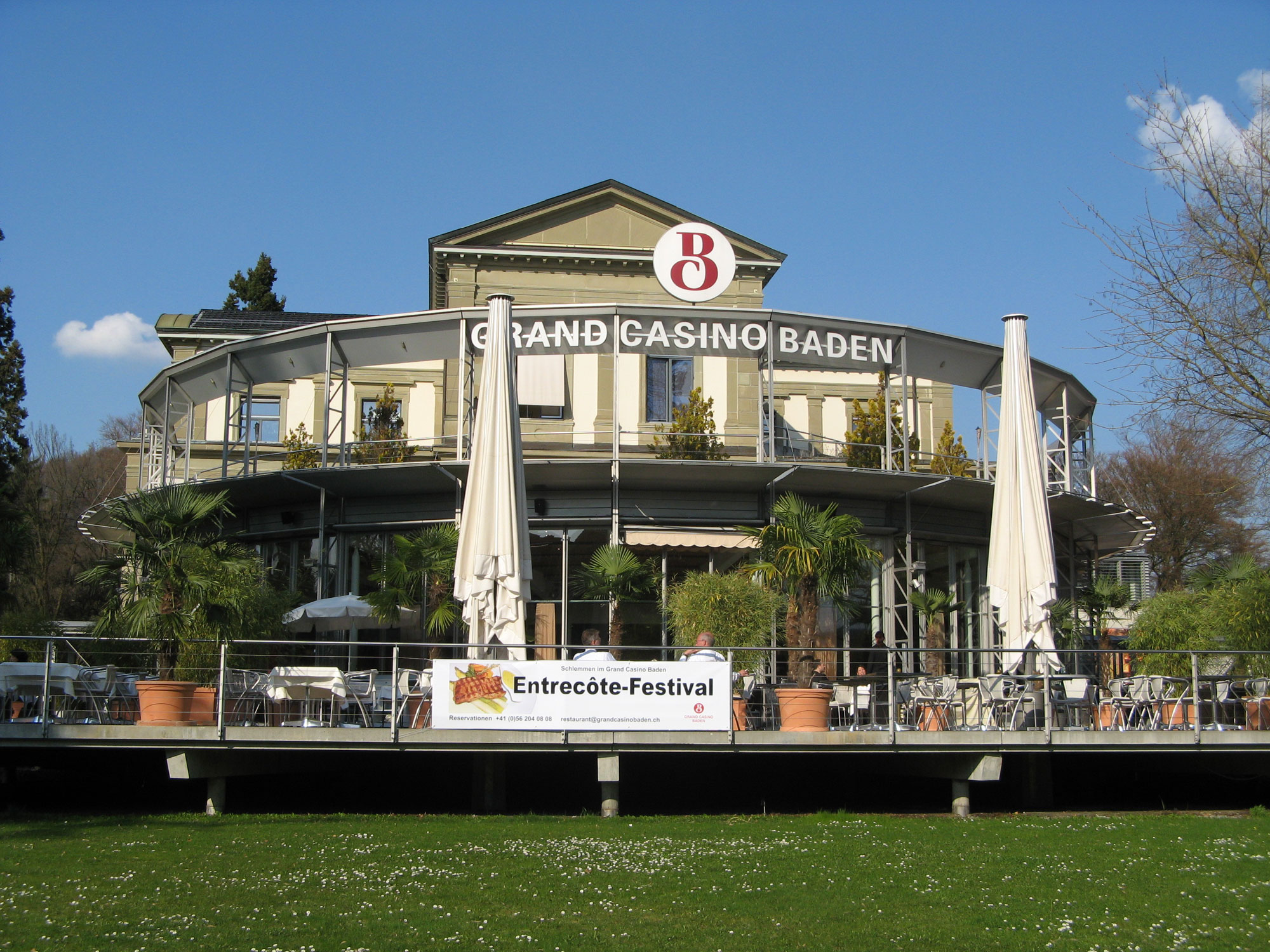
Stirnfront

Der Kursaal ist ein denkmalgeschütztes Gebäude in Baden in der Schweiz. Es gilt als einer der gesellschaftlichen Mittelpunkte des Kurortes und befindet sich im Kurpark zwischen dem Bahnhof und dem Bäderquartier, in der Nähe des Kurtheaters. Erbaut wurde das Gebäude 1875 nach Plänen des Architekten Robert Moser (ein früheres Projekt von Gottfried Semper scheiterte an zu hohen Kosten). Seit 2002 wird der Kursaal von der Spielbank Grand Casino Baden genutzt.

## Baugeschichte

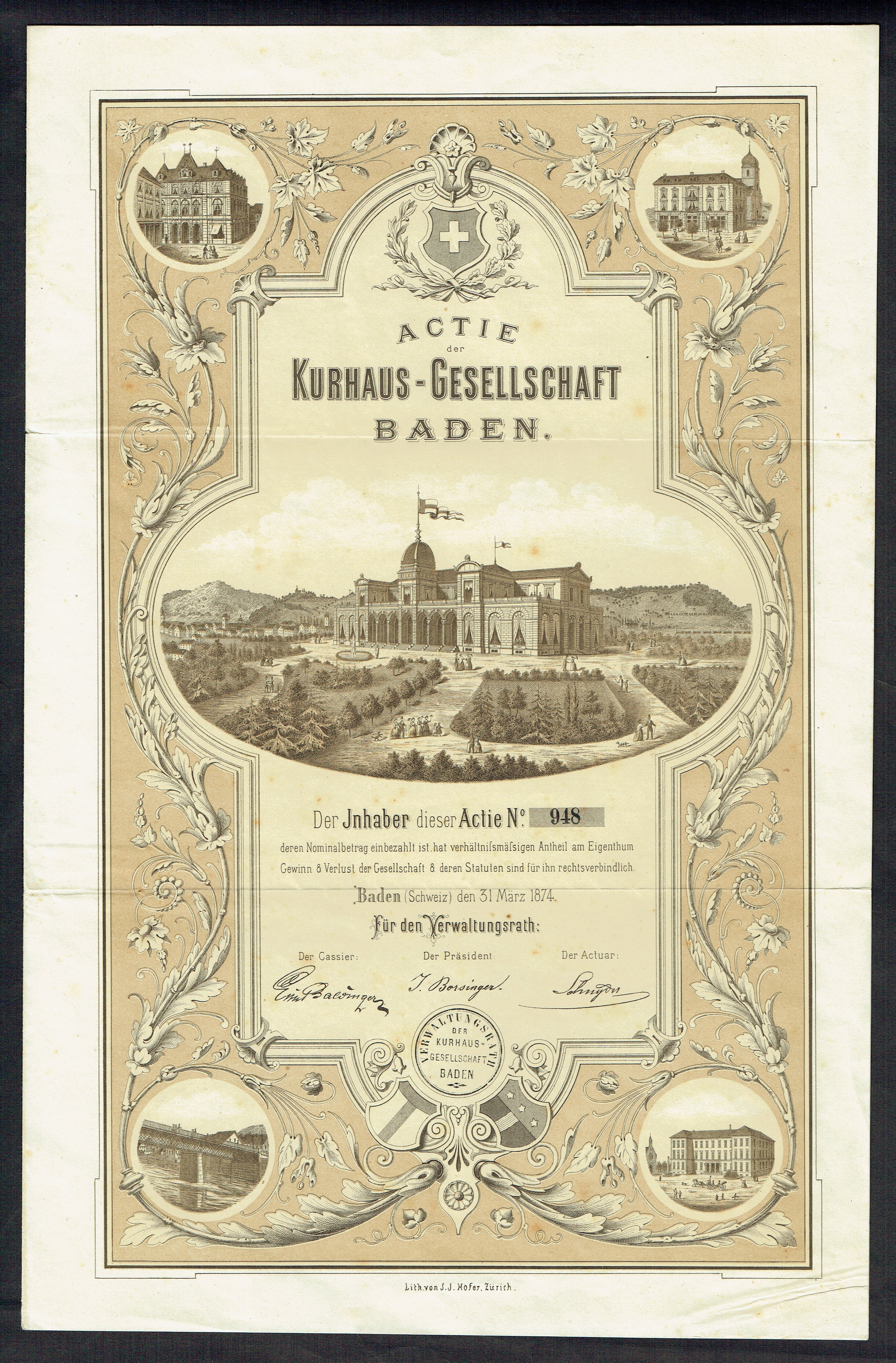
Aktie über 200 Franken der Kurhaus-Gesellschaft vom 31. März 1874

Gasthof- und Badehotelbesitzer sowie weitere Interessierte gründeten 1865 den Kurverein, um den Tourismus in Baden zu fördern. Der Vereinsvorstand bereitete 1866 ein Bauprojekt vor und ersuchte den damals in Zürich lebenden Architekten Gottfried Semper um ein fachliches Urteil. Semper legte seinem Gutachten unaufgefordert ein eigenes Projekt für einen Saal mit umgebendem Park bei. Die Gesamtkosten hätten 800'000 Franken betragen, was weit über den finanziellen Möglichkeiten des Kurvereins lag, woraufhin es zum Bruch mit Semper kam. Später reichte auch der einheimische Architekt Joseph Caspar Jeuch ein Projekt ein, das die Bauherren jedoch ebenfalls nicht zu überzeugen vermochte.

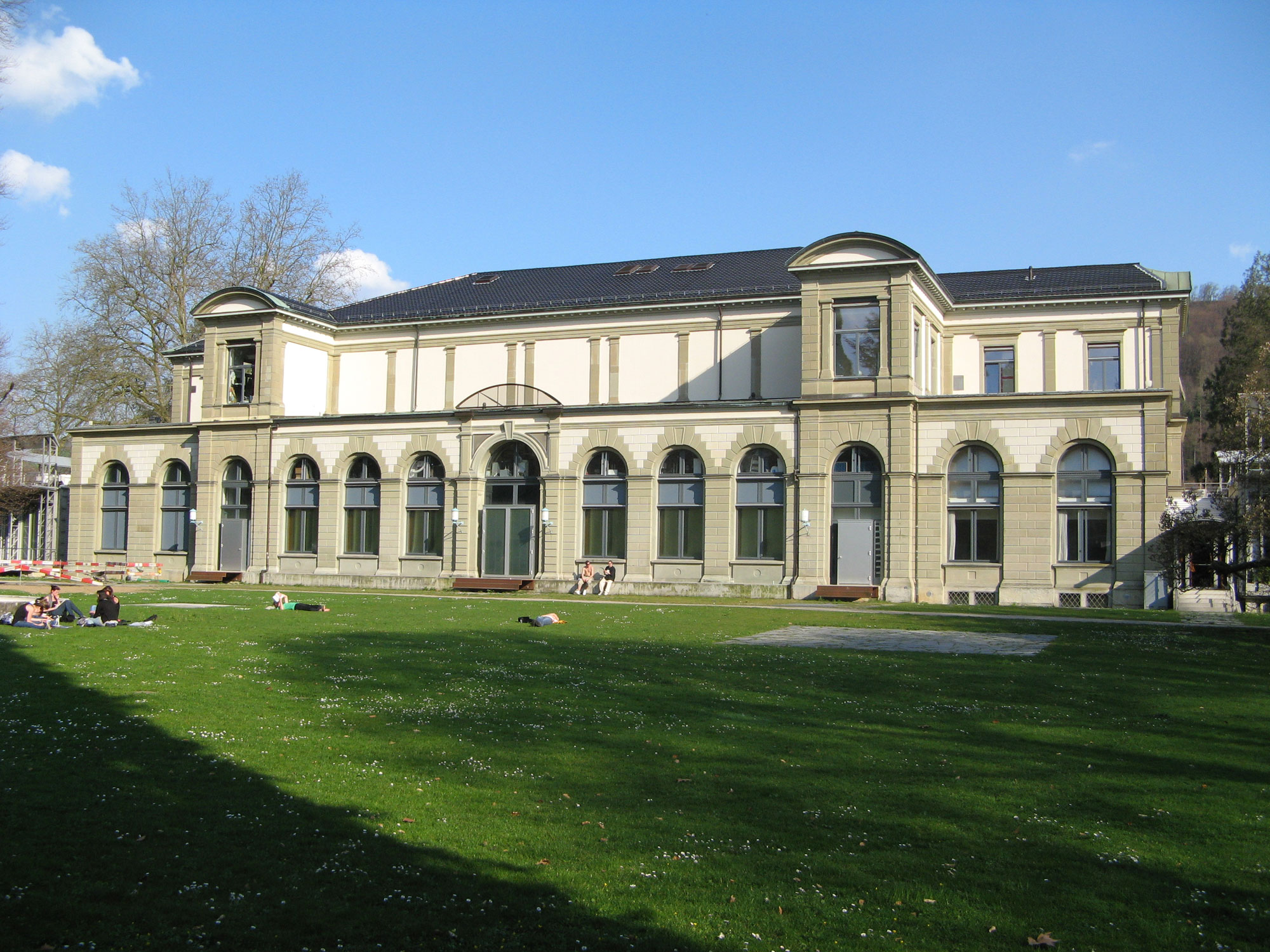
Rückseite

Im Juni 1871 gründete sich die Kurhaus-Gesellschaft und schrieb einen Architektenwettbewerb aus. Aus 23 eingereichten Projekten ging im Oktober der Badener Robert Moser als Sieger hervor. Die Bauarbeiten begannen im Januar 1872, die Gestaltung des Kurparks im Februar 1873. Gebäude und Park wurden am 13. Mai 1875 mit einem Festakt eröffnet. Die ursprünglich auf 400'000 Franken veranschlagten Baukosten wurden um 80 % überschritten. Trotz der Garantieübernahme durch die Stadt stand die Aktiengesellschaft drei Jahre später vor dem Konkurs, woraufhin die Ortsbürgergemeinde am 15. Januar 1878 beschloss, die Anlage zu erwerben und zu verpachten.
1917 erhielt Karl Moser (Robert Mosers Sohn) den Auftrag, einen Musikpavillon zu entwerfen. Die Kasinokommission liess den Plan jedoch aus Kostengründen fallen. Von 1931 bis 1933 erfolgte ein massiver Umbau des Kursaalgebäudes durch L. Völki. Mehrere moderne Anbauten verstellten den Blick auf das von Robert Moser entworfene Gebäude. 1984–1988 wurde der bisher letzte Umbau vorgenommen: Dabei brach man die Anbauten der 1930er Jahre ab, um den ursprünglichen Charakter des Gebäudes wieder besser zur Geltung zu bringen.

## Gebäude
Das zweistöckige Gebäude ist in einem historisierenden Stil gehalten. Der Haupttrakt mit Walmdach hat eine Grundfläche von 35,5 mal 26,5 Meter. An den Schmalseiten sind zwei leicht eingezogene, 9,5 Meter breite Flügel angegliedert. Im Rahmen des Umbaus in den 1980er Jahren wurden an diese Flügel zwei halbrunde, verglaste Anbauten angefügt. Nur zum Teil wiederhergestellt wurden die damals verschwundenen gestalterischen Details der Aussenfassade, so dass diese heute eher schlicht wirkt.

## Grand Casino
Im Kursaal wurde am 4. Juli 2002 der Betrieb des Grand Casino Baden aufgenommen. Diese Spielbank ist eine von derzeit acht in der Schweiz, die von der Eidgenössischen Spielbankenkommission eine A-Konzession erhalten haben. Dies bedeutet, dass eine unbeschränkte Anzahl von Tischspielen und Glücksspielautomaten angeboten werden darf und die Höchsteinsätze unbegrenzt sind.
In Baden werden die klassischen Spiele American Roulette, Baccara, Black Jack, French Roulette, Poker und Punto Banco angeboten. Ausserdem stehen den Glücksspielern insgesamt 307 Spielautomaten auf zwei Spielebenen mit 76 verschiedenen Spielen zur Verfügung. Davon sind 194 Video-Automaten, 53 Walzen-Automaten, 16 Poker-Automaten, 27 Roulette-Automaten, 5 Bingo-Automaten und 12 Multi-Gaminators (Juli 2007). Das Grand Casino Baden ist zudem für die fast täglich durchgeführten Pokerturniere bekannt.
Im Jahr 2006 erwirtschaftete das Unternehmen mit 250 Mitarbeitern einen Bruttospielertrag von 101,1 Millionen Schweizer Franken. Täglich besuchen rund 1200 Glücksspieler die Spielbank. In Zusammenarbeit mit der Hochschule für Soziale Arbeit der Hochschule Luzern wurde das Sozialkonzept «Careplay» entwickelt, das sozialschädliches Spiel frühzeitig erkennen soll.
Im Rahmen der Volksabstimmung vom 10. Juni 2018 wurde das neue Geldspielgesetz vom Schweizer Stimmvolk angenommen und trat per 1. Januar 2019 in Kraft. Mit diesem neuen Gesetz wurde die bis anhin verbotene Durchführung von Online-Spielbankenspielen legalisiert. Konzessionierte Spielbanken haben seither die Möglichkeit, Gesuche für eine Konzessionserweiterung einzureichen.
Auch das Grand Casino Baden reichte ein entsprechendes Gesuch ein, das von der Eidgenössischen Spielbankenkommission (ESBK) 2019 bewilligt wurde. Als Folge eröffnete das Grand Casino Baden mit «JackPots» am 5. Juli 2019 das erste legale Onlinecasino der Schweiz.